# Bryce Hoppel
Bryce Hoppel (né le 5 septembre 1997 à Midland au Texas) est un athlète américain spécialiste du 800 mètres.

## Biographie

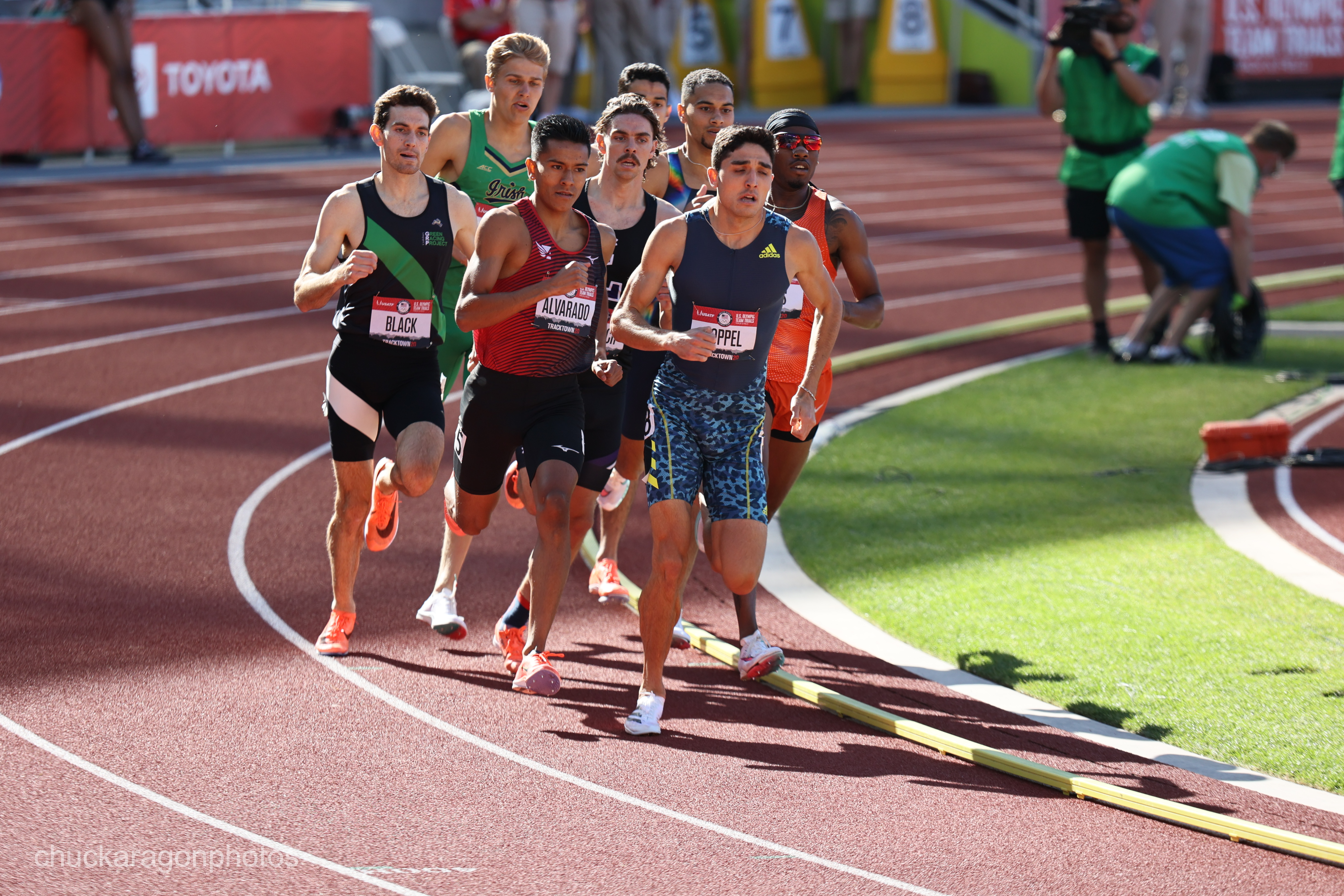
Bryce Hoppel lors des sélections olympiques américaines, en 2021.

Étudiant à l'Université du Kansas, Bryce Hoppel remporte en 2019 les titres NCAA en plein air et en salle, réalisant un nouveau record universitaire américain le 7 juin 2019 en 1 min 44 s 41. Troisième des championnats des États-Unis cette même année, il se classe quatrième des Jeux panaméricains, puis termine de nouveau au pied du podium lors des championnats du monde à Doha après avoir porté son record personnel en finale à 1 min 43 s 82.
En début de saison 2020, il remporte son premier titre national, en salle, en s'imposant à Albuquerque. Le 14 août 2020, il se classe deuxième du meeting Herculis de Monaco en abaissant son record personnel à 1 min 43 s 23.
Troisième des championnats des États-Unis 2019, il participe aux championnats du monde 2019 à Doha, terminant au pied du podium du 800 m dans le temps de 1 min 44 s 25, nouveau record personnel. Le 14 août 2020, il termine 2e du Meeting Herculis de Monaco en 1 min 43 s 23, record personnel, juste derrière son compatriote Donavan Brazier.
Il se classe troisième des sélections olympiques américaines se déroulant en juin 2021 à Eugene. Il participe ensuite aux Jeux olympiques de Tokyo mais s'incline en demi-finale du 800 m.
Lors des championnats du monde en salle 2022 à Belgrade, Bryce Hoppel remporte la médaille de bronze de l'épreuve du 800 m, devancé par Mariano García et Noah Kibet. Fin juin 2022, il remporte son premier titre de champion des États-Unis en plein air à Eugene mais est éliminé dès les séries quelques jours plus tard lors des championnats du monde de Eugene.
En 2023, il conserve son titre national en plein air en 2023 et atteint la finale des championnats du monde à Budapest, se classant au 7e rang.

### Champion du monde en salle (2024)

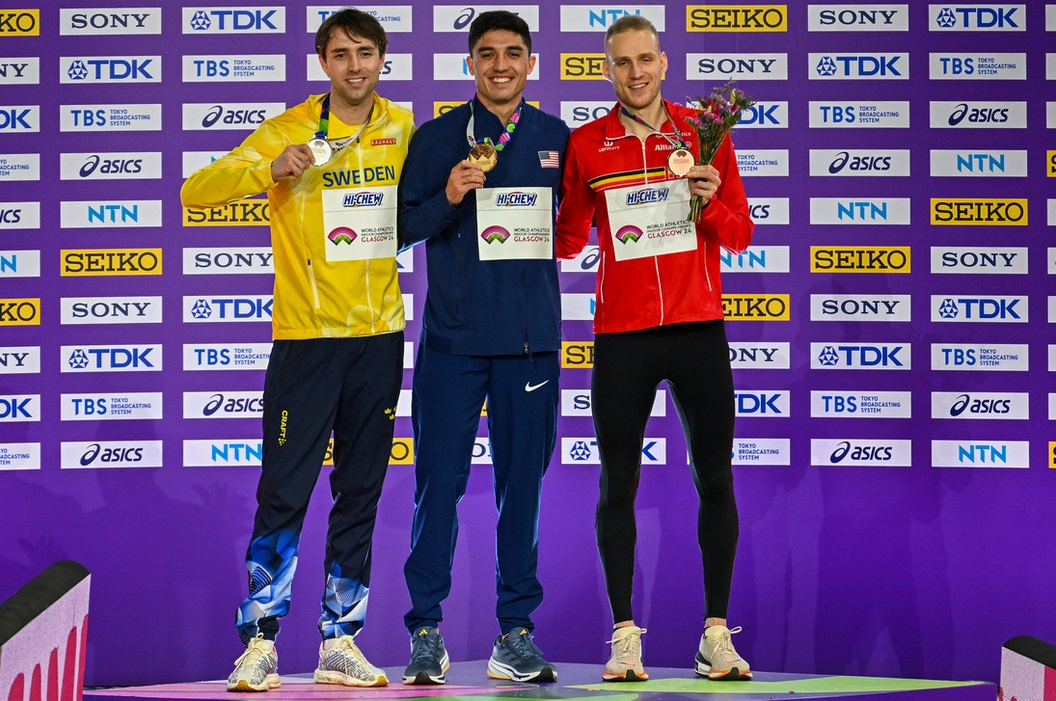
Bryce Hoppel (au centre) remporte les championnats du monde en salle 2024.

Vainqueur de son quatrième titre en salle en février 2024, il participe début mars aux championnats du monde en salle, à Glasgow. il y remporte son premier titre international majeur en s'imposant en finale du 800 m en 1 min 44 s 92, meilleure performance mondiale de l'année, en devançant le Suédois Andreas Kramer et le Belge Eliott Crestan.
Aux Jeux olympiques de Paris, il termine 4e malgré un temps de 1 min 41 s 67, qui bat le record national de Donavan Brazier.

## Palmarès

### International
| Date | Compétition                    | Lieu     | Résultat | Marque        |
| ---- | ------------------------------ | -------- | -------- | ------------- |
| 2019 | Jeux panaméricains             | Lima     | 4e       | 1 min 47 s 48 |
| 2019 | Championnats du monde          | Doha     | 4e       | 1 min 44 s 25 |
| 2022 | Championnats du monde en salle | Belgrade | 3e       | 1 min 46 s 51 |
| 2023 | Championnats du monde          | Budapest | 7e       | 1 min 46 s 02 |
| 2024 | Championnats du monde en salle | Glasgow  | 1er      | 1 min 44 s 92 |
| 2024 | Jeux olympiques                | Paris    | 4e       | 1 min 41 s 67 |

### National
- Championnats des États-Unis d'athlétisme
  - vainqueur du 800 m en 2022, 2023, 2024

- Championnats des États-Unis d'athlétisme en salle
  - vainqueur du 800 m en 2020, 2022, 2023 et 2024

## Records
| Épreuve | Épreuve   | Marque        | Lieu         | Date            |
| ------- | --------- | ------------- | ------------ | --------------- |
| 800 m   | Plein air | 1 min 41 s 67 | Saint-Denis  | 10 août 2024    |
| 800 m   | Salle     | 1 min 44 s 37 | Fayetteville | 31 janvier 2021 |